# إد كونلي
إد كونلي (بالإنجليزية: Ed Conley)‏ هو لاعب كرة قاعدة أمريكي، ولد في 10 يوليو 1864 في ساندويتش في الولايات المتحدة، وتوفي في 16 أكتوبر 1894 في كمبرلاند في الولايات المتحدة.

## وصلات خارجية
- إد كونلي على موقعبيزبول رفرنس.كوم (الدوري الرئيسي) (الإنجليزية)
- إد كونلي على موقعبيزبول رفرنس.كوم (الدوري الثانوي) (الإنجليزية)